# علم الجراثيم

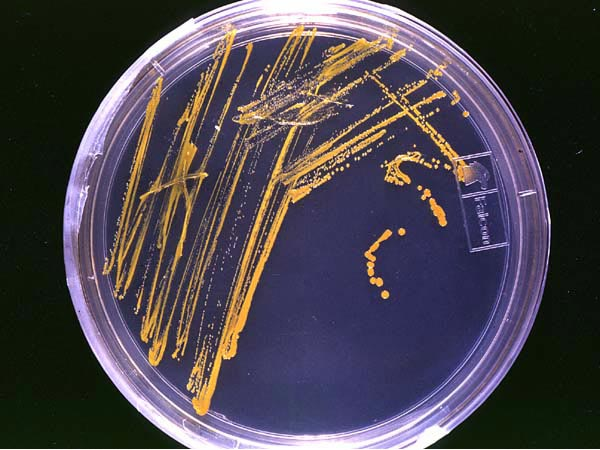
طبق آغار مع الأحياء الدقيقة.

علم الجراثيم أو الباكتريولوجيا أو بكتريولوجي (بالإنجليزية: Bacteriology)‏ هو فرع وتخصص علم الأحياء الذي يدرس شكل، وبيئة، والتركيب الوراثي، والكيمياء الحيوية للبكتيريا بالإضافة إلى العديد من الجوانب الأخرى المتعلقة بها. ويشمل هذا التقسيم الفرعي لعلم الأحياء الدقيقة تحديد وتصنيف وتوصيف الأنواع البكتيرية. وبسبب تشابه التفكير والعمل مع الكائنات الحية الدقيقة بخلاف البكتيريا، مثل الأوليات، والفطريات، والفيروسات، كان هناك ميل لتوسيع مجال علم الجراثيم كامتداد لعلم الأحياء الدقيقة، وكانت المصطلحات في السابق تستخدم في كثير من الأحيان بالتبادل. ومع ذلك يمكن دراسة البكتيريا كعلم مستقل بحد ذاته.

## مقدمة
علم الجراثيم هو دراسة البكتيريا وعلاقتها بالطب. وتطور علم الجراثيم عن طريق الأطباء الذين كانوا يحتاجون إلى تطبيق نظرية الجراثيم لاختبار المخاوف المتعلقة بتلف الأطعمة والخمور في القرن التاسع عشر. وأدى تعريف وتوصيف البكتيريا المرتبطة بالأمراض إلى تقدم في دراسة الجراثيم المسببة للأمراض. ولعبت فرضيات كوخ دورًا في تحديد العلاقات بين البكتيريا وبعض الأمراض المحددة. ومنذ ذلك الحين، كان لعلم الجراثيم العديد من النجاحات، مثل اللقاحات الفعالة ومنها على سبيل المثال لقاح الخناق ولقاح الكزاز، كما كان هناك بعض اللقاحات التي لم تكن فعالة ولها آثار جانبية، مثل لقاح التيفوئيد، كما قدم علم الجراثيم اكتشاف المضادات الحيوية.

## تاريخ

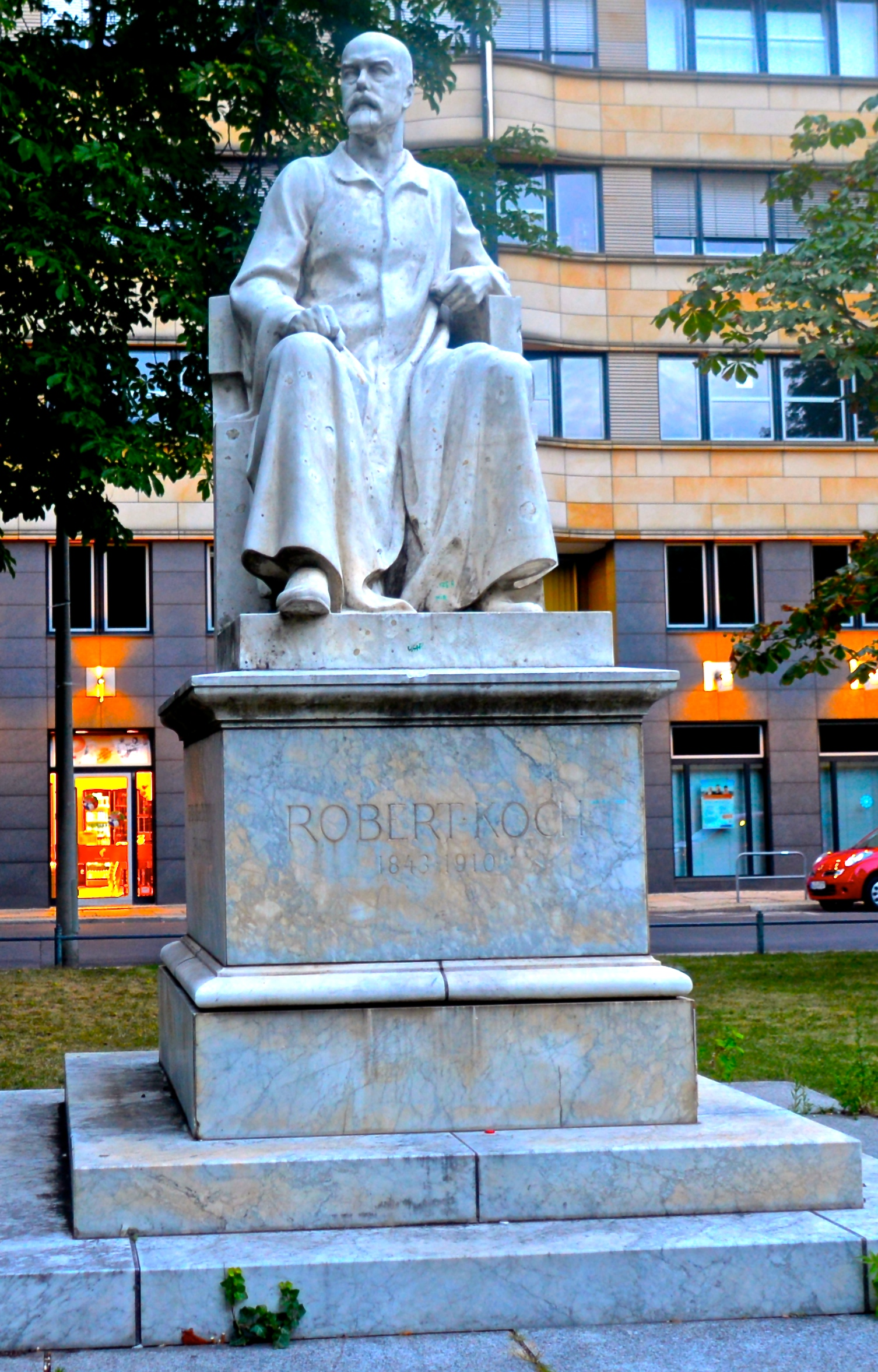
تمثال كوخ في برلين

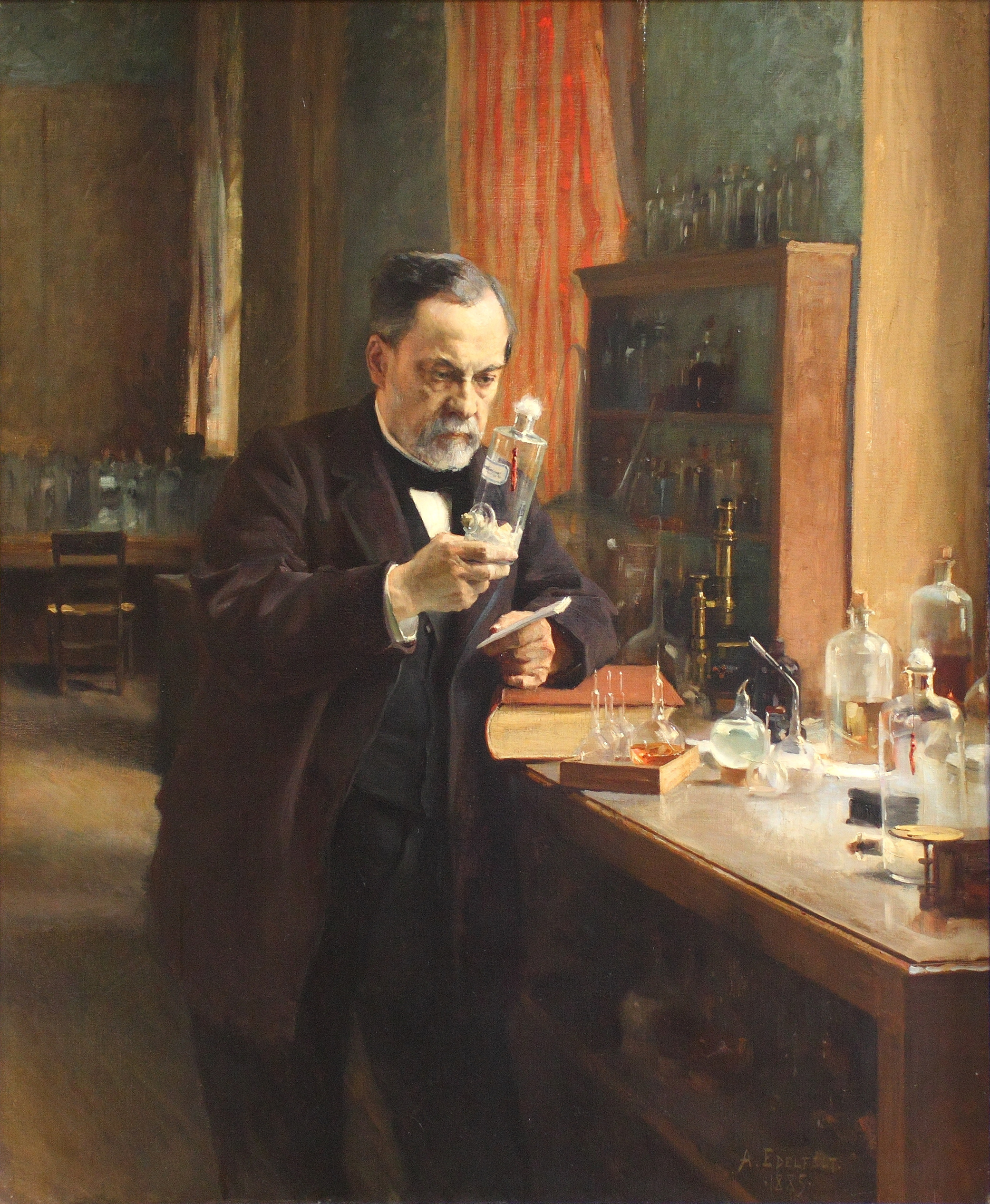
لويس باستور في مختبره، رسم من قبل ألبرت إدلفلت في عام 1885

يمكن أن يعود تاريخ اكتشاف الارتباط بين الكائنات الحية الدقيقة والأمراض إلى القرن التاسع عشر، عندما أدخل الطبيب الألماني روبرت كوخ علم الكائنات الدقيقة إلى المجال الطبي، وحدد البكتيريا كسبب للأمراض المعدية وعملية التخمر في الأمراض. وطوّر العالم الفرنسي لويس باستور تقنيات لإنتاج اللقاحات، ولعت كل من كوخ وباستير دورا في تحسين التعقيم في العلاج الطبي، وكان لذلك تأثير إيجابي كبير على الصحة العامة وأعطى فهمًا أفضل للجسم والأمراض. وفي 1870-1885، تم تقديم الأساليب الحديثة لتقنية علم الجراثيم عن طريق استخدام السلالات وبطريقة فصل مخاليط الكائنات الحية على أطباق من المواد المغذية. وأنتج باستور لقاحين ناجحين للحيوانات ضد الأمراض التي تسببها البكتيريا بين عامي 1880 و 1881، وكان ذلك ناجحا. وتم التعرف على أهمية البكتيريا؛ لأنها أدت إلى دراسة الوقاية من الأمراض وعلاج الأمراض عن طريق اللقاحات. وتم تطوير علم الجراثيم وأصبح يمكن دراسته في الزراعة، والبيولوجيا البحرية، وتلوث المياه، وعلم الوراثة البكتيرية، والتكنولوجيا الحيوية.

## مطالعة إضافية
- McGrew, Roderick. Encyclopedia of Medical History (1985), brief history pp 25–30